# Feketés ágfecske
A feketés ágfecske (Petrochelidon nigricans) a verébalakúak (Passeriformes) rendjébe, ezen belül a fecskefélék (Hirundinidae) családjába és a Petrochelidon nembe tartozó faj. 13 centiméter hosszú. Ausztrália és délkelet-Délkelet-Ázsia füves, erdős területein él, télen egyes csoportjai az elterjedési terület délebbi részeiről az északiakra költöznek. Rovarevő. Júliustól januárig költ, a fészekalj három-öt tojásból áll.

## Alfajai
- P. n. timoriensis (Sharpe, 1885) – kelet-Kis-Szunda-szigetek;
- P. n. neglecta (Mathews, 1912) – Ausztrália (kivéve a száraz és az északi vidékeit);
- P. n. nigricans (Vieillot, 1817) – Tasmania, a költést követően egyes csoportjai Ausztrália északi részére valamint Új-Guineára és a környező szigetekre vándorolnak.

## Fordítás
- Ez a szócikk részben vagy egészben  a   Tree martin című angol Wikipédia-szócikk fordításán alapul.  Az eredeti cikk szerkesztőit annak laptörténete sorolja fel. Ez a jelzés csupán a megfogalmazás eredetét és a szerzői jogokat jelzi, nem szolgál a cikkben szereplő információk forrásmegjelöléseként.